# Ghost World (película)
Ghost World es una película estadounidense del año 2001 dirigida por Terry Zwigoff, escrita por Daniel Clowes y el propio Zwigoff, y basada en el cómic del mismo nombre escrito por Clowes. El filme fue coproducido de forma independiente a través de varias productoras, entre ellas Mr. Mudd de John Malkovich. La trama, ambientada en una ciudad estadounidense sin especificar, se centra en la relación de dos amigas adolescentes, Enid (Thora Birch) y Rebecca (Scarlett Johansson), quienes acaban de terminar la secundaria y se sienten inseguras acerca de su futuro. Mientras suceden conflictos que ponen a prueba la amistad entre las jóvenes, mediante un anuncio en el periódico Enid conoce a Seymour (Steve Buscemi), un coleccionista de discos solitario y apartado de la sociedad, y se da cuenta de que tiene mucho en común con él. 
La película ha sido incluida dentro de los géneros de comedia negra, comedia romántica, drama y coming-of-age. La intención de Zwigoff y Clowes era hacer una película personal, «algo más que una comedia adolescente». El filme toca temáticas como la angustia de la adolescencia, la amistad y los cambios en la cultura de Estados Unidos, al mismo tiempo que se presenta como una crítica a la sociedad de consumo.
Rodada en California, esta adaptación fílmica se estrenó el 16 de junio de 2001 en el Festival Internacional de Cine de Seattle y llegó a un número limitado de cines estadounidenses el 20 de julio del mismo año, sin lograr grandes resultados en la taquilla —recaudando 8 761 393 dólares en todo el mundo, superando levemente los siete millones de presupuesto—. Sin embargo, recibió elogios por parte de la crítica cinematográfica, siendo incluida en más de 150 listas de las mejores películas del año —ocupó el primer lugar en las listas de USA Today y The Washington Post—, y se consolidó como una película de culto. Ghost World ganó varios premios y recibió múltiples candidaturas adicionales, incluyendo una al mejor guion adaptado en los Premios Óscar y dos a los Premios Globo de Oro.

## Argumento
Enid (Thora Birch) y Rebecca (Scarlett Johansson), dos mejores amigas, se enfrentan al verano tras la graduación de la secundaria. Aunque ambas son inadaptadas, Rebecca es más popular que Enid con los chicos. Para graduarse oficialmente, Enid debe asistir a un curso de verano de arte. Aunque tiene talento como artista, su profesora, Roberta (Illeana Douglas), cree que el arte debe ser socialmente significativo y califica los bocetos de Enid como únicamente «entretenimiento liviano».
Las chicas encuentran un aviso personal en donde un solitario veterano llamado Seymour (Steve Buscemi) busca a una mujer con la que se cruzó recientemente. Con la intención de hacer una broma telefónica, Enid llama a Seymour haciéndose pasar por la mujer e invitándolo a encontrarse en un café. Posteriormente, Enid y Rebecca asisten al café para observar a Seymour y burlarse de él en secreto. Enid comienza a sentir simpatía por Seymour y lo siguen hasta su apartamento. Más tarde lo encuentran vendiendo álbumes de música antiguos en una venta de garage. Enid le compra un viejo disco de blues y poco después se vuelven amigos.
Mientras asiste a las clases de arte, Enid convence a Seymour de que le preste un viejo afiche que caricaturiza de forma grotesca a un hombre negro, que fue usado como imagen promocional de Coon Chicken Inn, una cadena de pollo frito ahora llamada Cook's Chicken, donde Seymour trabaja. Enid presenta el afiche en la clase como una pieza de arte encontrado sobre racismo, y el concepto impresiona tanto a Roberta que le ofrece a Enid una beca para una universidad de arte. Al mismo tiempo, Seymour recibe una llamada telefónica de Dana, la mujer a la que estaba dirigido su anuncio personal. Enid lo alienta a que intente una relación con Dana, pero con el paso de los días y al ver que la relación funciona, se vuelve inesperadamente celosa.
Además de haber estado pasando el tiempo con Seymour, Enid ha estado tratando —sin suerte— de integrarse al mundo laboral con la intención de mudarse a un apartamento junto a Rebecca. Por su parte ha encontrado un trabajo en una cafetería y se ha interesado más en otros asuntos, como la vestimenta y los chicos. Las vidas de Enid y Rebecca comienzan a distanciarse.

## Reparto
- Thora Birch como Enid
- Scarlett Johansson como Rebecca
- Steve Buscemi como Seymour
- Brad Renfro como Josh
- Illeana Douglas como Roberta Allsworth
- Bob Balaban como el padre de Enid
- Stacey Travis como Dana
- Charles C. Stevenson Jr. como Norman
- Dave Sheridan como Doug
- Tom McGowan como Joe
- Debra Azar como Melorra
- Brian George como el dueño de la tienda de autoservicio
- Pat Healy como John Ellis
- Rini Bell como la que habla en la graduación
- T.J. Thyne como Todd
- Ezra Buzzington como «Weird Al» Allen
- Ashley Peldon como Margaret
- David Cross como Gerrold
- Patrick Fischler como cajero de la tienda de video
- Teri Garr como Maxine (sin acreditar)

## Temáticas
Mediante personajes cínicos, irreverentes y de humor seco, el filme explora la angustia de la adolescencia. Como obra de género coming-of-age, la historia trata la transición de la adolescencia al mundo adulto, la evolución de la amistad entre las dos protagonistas femeninas y el distanciamiento de ambas a medida que transcurre la trama. Daniel Clowes trazó un paralelismo entre la pérdida de amistades con los cambios culturales y la decadencia de la civilización occidental en Estados Unidos. Ambientándose en una zona suburbana de una ciudad estadounidense sin especificar, la película trata la mercantilización y estandarización de la cultura de Estados Unidos. El director Terry Zwigoff explicó: «Una de las razones por las que quería filmar en California es porque aquí está sucediendo más rápido y se parece a cualquier sitio del Estados Unidos actual: un gran y feliz centro comercial lleno de Gaps, Starbucks y Burger Kings». El actor Steve Buscemi añadió: «Pienso que el título [Ghost World] se refiere al mundo en donde esos personajes viven [...] La ciudad está empezando a perder su carácter y se está volviendo un fantasma de lo que solía ser». El director agregó que uno de los dilemas de Enid, la protagonista, es «encontrar algo auténtico con lo que relacionarse en esta monocultura moderna». Ghost World ha sido señalada como una crítica al consumismo y a los resultados del capitalismo.

Mi interés era contar esta historia de una manera un poco exagerada, como una pesadilla, casi una versión cine negro del mundo. Una sátira social y crítica describiendo la estructura de falsedades y mentiras, de hipocresías y fraudes de Estados Unidos. Parece ser lo que sucede en una sociedad capitalista. Hay políticos, evangelistas de la televisión y corporaciones, y ninguno de ellos tiene interés alguno por el ciudadano promedio.
Terry Zwigoff

Jacob Adams de la revista PopMatters escribió que mientras la película trata temas como «el racismo, la censura y la inutilidad de la escena del arte moderno, lo hace de una forma que resulta decididamente no políticamente correcta, no forzada y fundamentada por las propias experiencias personales de los cineastas». El profesor e historiador cultural Jeffrey Sconce describió la temática de Ghost World como «alienación interpersonal dentro de la clase media blanca (normalmente centrada en la familia) y alienación de la cultura de consumo contemporánea». El final ambiguo de la película ha sido interpretado por parte del público y la crítica como una metáfora del suicidio.

## Antecedentes y escritura
Tras de dirigir el documental Crumb, el director Terry Zwigoff estaba considerando realizar un filme dramático y su esposa le sugirió que adaptara Ghost World. A finales del año 1994, después de hablar con Robert Crumb, se reunió con Daniel Clowes —autor del cómic— para hablar sobre el proyecto. El director y el historietista comenzaron a trabajar con la productora Lianne Halfon en el proceso de escritura del guion. El trabajo de escritura en conjunto duró casi dos años, período durante el cual solían reunirse una o dos veces por semana para analizar el trabajo; los personajes de Enid y Rebecca fueron desarrollados principalmente por Clowes, mientras que Zwigoff se encargó de escribir los personajes que no están en el cómic como Seymour y Joe. El mayor aporte de Zwigoff en el guion fue en el desarrollo del personaje de Seymour; se basó principalmente en él mismo, pero también tomó aspectos de Robert Crumb y de su hermano, Charles.

Empecé tratando de transcribir el cómic a un borrador final. Supuse que así era como se hacía una adaptación. Más tarde lo intenté descartando todo y escribiendo una historia totalmente nueva que era muy diferente al libro. Y combiné esas dos cosas en el guion definitivo. La película en sí es muy diferente al guion que escribimos. Terminamos tirando las últimas veinte páginas y lo repensamos todo a medida que íbamos filmando.
Daniel Clowes sobre el proceso de escritura del guion

La idea de introducir al veterano coleccionista de discos surgió cuando el director se encontraba buscando inversores en Hollywood y varios estudios le propusieron utilizar música pop en la banda sonora, debido a que el filme era protagonizado por dos chicas adolescentes. Para evitar ese tipo de música y «tener una excusa» para incluir música más antigua, desarrolló el personaje de Seymour. La realización de Ghost World estuvo influenciada por títulos como Lolita y Scarlet Street, cuyas historias tratan la relación entre un hombre veterano con una mujer más joven. Zwigoff y Clowes tardaron alrededor de cinco años para conseguir productores dispuestos a financiar Ghost World.

El principal objetivo era conseguir que los dos personajes del cómic fueran auténticos cuando llegaran a la pantalla. Realmente no queríamos que se volvieran clichés. Estábamos intentando hacer algo más que una comedia adolescente. Queríamos que tuviese una amplia gama de emociones. Esta es una película personal con la que nos sentimos fuertemente conectados mientras trabajábamos en ella.
Daniel Clowes sobre finalidad de los guionistas

Tras presentar el proyecto a varios estudios y ser rechazados, finalmente llegaron a un acuerdo con las compañías MGM, Mr. Mudd —productora de Lianne Halfon y John Malkovich—, United Artists y Granada Film para producir y distribuir la cinta. Debido a que Zwigoff —según afirmó— «no sabía nada sobre actuación», asistió a un taller de actuación como preparación antes de trabajar con los actores. El ambiguo final de la película no convenció a algunos de los ejecutivos, que querían un «final feliz»; uno de ellos propuso que el destino del autobús al que se sube Enid fuera «escuela de arte», otro sugirió que Enid se casara con Seymour y Rebecca con Josh. «Yo solo quería mantenerlo puro y para mí estuvo bien así», afirmó el director. «No está intelectualizado, pero es satisfactorio emocionalmente».

## Casting
Después de contactarse con Thora Birch, el director le ofreció el papel de Rebecca porque la actriz parecía «muy tímida y reservada», pero Birch se ofreció para interpretar a Enid. Las dudas iniciales de Zwigoff con respecto a Birch se debían a que la actriz había interpretado un rol similar en American Beauty (1999); sin embargo la persistencia de Birch —que además aumentó veinte libras para encarnar el personaje— y su habilidad como actriz terminaron convenciendo a Zwigoff. En un principio, la primera opción para el rol de Enid era Christina Ricci, pero la demora en la producción a causa de la falta de financistas alejó a Ricci del proyecto. Después de que Ricci fue descartada, las posibilidades de Birch de quedarse con el papel se afianzaron. Anteriormente, Clowes y Zwigoff habían tenido diferencias creativas con los directores de los estudios con respecto a la actriz que iba a interpretar el rol de Enid, las productoras sugirieron actrices como Jennifer Love Hewitt, Alicia Silverstone o Claire Danes. «Cada una de las listas que nos daban estaban erradas para el papel», recordó Zwigoff, y agregó: «Un personaje como Enid tiene que ser un poco inadaptada, y no imagino a Jennifer Love Hewitt en un papel como ese. Debería estar en un anuncio de Gap».
Según Clowes, después de encontrar a Birch, estaban desesperados en la búsqueda de la actriz que interpretaría a Rebecca. Mientras que las opciones que el estudio proponía eran actrices mediáticas y rondando los treinta años de edad —Birch fue considerada para el rol debido al éxito de American Beauty—, Zwigoff quería una actriz de verdad adolescente. Clowes y Zwigoff encontraron un casting de Scarlett Johansson entre una pila de grabaciones de actrices desconocidas. Johansson tenía quince años de edad en ese entonces y el director, que había apreciado sus actuaciones previas en Manny & Lo (1996) y The Horse Whisperer (1998), tuvo «grandes dificultades para convencer a todo el mundo» acerca de su elección de Johansson. Zwigoff también tuvo dificultades para convencer a los jefes del estudio sobre la elección de Steve Buscemi para interpretar a Seymour. «Luché y luché para tener a Steve Buscemi. Podríamos haber hecho la película cuatro años antes si yo me hubiese puesto de acuerdo con las opciones de casting que ellos me daban, como Freddie Prinze Jr., gente absurda para el papel», declaró el director.
El director logró seleccionar a la mayoría de los actores que quería para cada papel, aunque hubo algunas excepciones, como en el caso de Brad Renfro. «Yo quería alguien mucho más reservado e introvertido naturalmente», afirmó Zwigoff. Aunque reconoció que el actor «hizo un buen trabajo, considerando lo incorrecto que fue el casting». La idea de seleccionar a Teri Garr, quien interpretó a Maxine, tampoco fue del director sino de Buscemi (Zwigoff quería «una Bea Arthur más joven» para el rol). Durante el proceso de casting también se reunieron con Lawrence Tierney —Clowes describió el encuentro como «el momento más escalofriante» de su vida y calificó al veterano actor como «la personificación del mal»— y con Mike Judge, quien estaba interesado en producir la película —fue en la oficina de Judge que encontraron una grabación de una audición del actor Dave Sheridan, quien luego interpretó a Doug—. «Conseguí los actores que quería. Me dejaron a mí solo hacer la película, ese es un pequeño milagro», dijo Zwigoff sobre la elección del reparto. Antes del rodaje, Zwigoff llevó a parte del equipo técnico y de casting a un centro comercial para fotografiar gente del lugar: «Les dije: “Así es como se ve la gente real”. ¿Saben? No hagan que se parezca a Hollywood», dijo el director.

## Producción
Como resultado de la buena relación de Clowes con en director, el historietista y coescritor del filme permaneció ligado al proyecto durante la preproducción y el rodaje, realizando tareas de supervisión de personajes, sets y vestuario. Para lograr escenarios auténticos, el director utilizó algunas pertenencias propias —principalmente para la habitación de Seymour— debido en parte a las dificultades para conseguir elementos que conformaran a los encargados de autorizar el uso de imágenes en la película. Ante la falta de imágenes aprobadas para aparecer en la cinta, el resto del equipo también aportó material, como algunas pinturas realizadas en la universidad por el primer asistente de dirección y pinturas que el propio Clowes hizo en el momento. La hija adolescente de Robert Crumb, Sophie Crumb, fue contratada para crear las obras artísticas de Enid que aparecen en la cinta; la intención de los cineastas era que fueran obras simples pero realizadas por alguien con talento y que rondara la edad de la protagonista del filme. Mientras que Zwigoff se encargó del diseño de la habitación de Seymour, Clowes hizo lo mismo con las habitaciones de Enid y Rebecca, Clowes afirmó: «La habitación de Seymour es básicamente una versión de la habitación de Terry [Zwigoff] sin el polvo».
Según Zwigoff, el director de fotografía Affonso Beato tuvo una importancia fundamental en el desarrollo de las tomas, haciendo énfasis en la profundidad de campo, al mismo tiempo Zwigoff le sugirió que estudiara el cómic. Zwigoff y Clowes le encomendaron a Beato la tarea de crear una estética de cómic para el filme, descartando técnicas antes vistas en cintas como Batman, X-Men o Dick Tracy. Beato se tomó «muy en serio» la tarea, según Clowes, estudiando detenidamente el estilo y color de la historieta original. El final cut está ligeramente sobresaturado, recordando intencionalmente «la manera en que se ve el mundo moderno, donde todo está tratando de llamar tu atención al mismo tiempo», dijo Clowes, y añadió que al mismo tiempo que mostraron una estética «colorida» y «alegre», detrás de esa fachada hay algo «siniestro, oscuro y feo».
Con respecto al encuadre del filme, el director trató de mantener la cámara fija, lo que según Clowes ayudó a que la película se aproximara al cómic: «No es que capture el aspecto del cómic. Es debido a que hay muy poco movimiento de cámara que piensas que se ve como una historieta». Zwigoff añadió su particular visión a la adaptación, especialmente en la captura de tomas prolongadas, una técnica derivada de su experiencia como director de documentales. Otro de sus aportes notables fue el escaso uso de extras, creando un entorno urbano vacío, lo que de acuerdo con Clowes «captura ese raro sentimiento de alienación en la interminable cultura moderna del consumo». El director también reconoció que estuvo influenciado por el trabajo de Robert Crumb, como por ejemplo en la inclusión de detalles al fondo del plano. La filmación se llevó a cabo durante 35 días en el año 2000 en el estado de California, incluyendo las ciudades de Culver City, Santa Clarita, Northridge y el Quality Cafe ubicado en Los Ángeles. Sin embargo, la intención de los cineastas fue ambientar la historia en una ciudad cualquiera de Estados Unidos.

## Música
La banda sonora original de Ghost World fue compuesta por David Kitay; según el sitio AllMusic el tema principal de la película compuesto por Kitay «captura la esencia agridulce del cine coming-of-age de manera perfecta» y agregó que «el de Ghost World es uno de los soundtracks más inspirados y únicos en años». El director Terry Zwigoff quería que la música original que acompañara a la cinta fuese «algo clásico» y «atemporal», al estilo de Barry Lyndon o Eyes Wide Shut y con instrumentos tradicionales. Sin embargo, la mayoría de los compositores con los que se reunió Zwigoff proponían sonidos «más a la moda» utilizando instrumentos excéntricos. Después de reunirse con Kitay, Zwigoff consideró que el compositor «sería incapaz de lograr algo parecido a lo que le estaba pidiendo», no obstante, el director recordó que dos días más tarde «me llamó y dijo que se había inspirado mientras conducía su automóvil. Vino y tocó algo de eso, y fue contratado».
El álbum de la banda sonora incluye canciones como «Jaan Pehechan Ho» de Mohammed Rafi —incluida en el filme de Bollywood de 1965 Gumnaam que Enid mira y baila al principio de Ghost World—, «Devil Got My Woman» del cantante de blues Skip James y «Pickin' Cotton Blues» de la banda Blueshammer. En el álbum no se incluyeron «What Do I Get?» de Buzzcocks, que se puede escuchar mientras Enid se viste estilo punk, ni tampoco «A Smile and a Ribbon» de Patience and Prudence.
Hay canciones de otros artistas mencionados en la película, como Lionel Belasco, que reflejan las personalidades del personaje de Seymour y del director; Zwigoff es coleccionista de discos de vinilo de 78 RPM al igual que Seymour. Debido al reducido presupuesto disponible para pagar licencias, el director se contactó con Vince Giordano, un músico que se especializa en recrear meticulosamente tonadas de viejos discos de 78 RPM, para grabar versiones de artistas como King Oliver y Tiny Parham. En la película también se hace referencia a R. Crumb & His Cheap Suit Serenaders, un grupo donde tocó Zwigoff. Enid le pregunta a Seymour acerca del segundo álbum de la banda, Chasin' Rainbows, y Seymour contesta: «No, ese no es tan bueno».
| \| Ghost World: Original Motion Picture Soundtrack \| \| \| \| \| \| \| N.º \| Título \| Escritor(es) \| Intérprete \| Duración \| \| \| 1. \| «Jaan Pehechan Ho» \| Shankar Jaikishan (música), Shailendra (letra) \| Mohammed Rafi \| 5:28 \| \| \| 2. \| «Graduation Rap» \| Nicole Sill, Guy Thomas (música), Daniel Clowes (letra) \| Vanilla, Jade and Ebony \| 0:32 \| \| \| 3. \| «Devil Got My Woman» \| James \| Skip James \| 3:00 \| \| \| 4. \| «I Must Have It» \| Davidson Nelson, King Oliver \| Vince Giordano and the Nighthawks \| 2:59 \| \| \| 5. \| «Miranda» \| Thomas Pasatleri, Louis Phillips \| Lionel Belasco \| 3:02 \| \| \| 6. \| «Pickin' Cotton Blues» \| Terry Zwigoff, Steve Pierson, Guy Thomas \| Blueshammer \| 3:35 \| \| \| 7. \| «Let's Go Riding» \| Freddie Spruell \| Mr. Freddie \| 2:55 \| \| \| 8. \| «Georgia on My Mind» \| Hoagy Carmichael (música), Stuart Gorrell (letra) \| Vince Giordano and the Nighthawks \| 3:11 \| \| \| 9. \| «Las Palmas de Maracaibo» \| Belasco \| Lionel Belasco \| 3:15 \| \| \| 10. \| «Clarice» \| Tiny Parham \| Vince Giordano and the Nighthawks \| 3:29 \| \| \| 11. \| «Scalding Hot Coffee Rag» \| Ventresco \| Craig Ventresco \| 3:02 \| \| \| 12. \| «You're Just My Type» \| Nelson, Oliver \| Vince Giordano and the Nighthawks \| 2:33 \| \| \| 13. \| «Venezuela» \| Victor Colon \| Lionel Belasco \| 3:15 \| \| \| 14. \| «Fare Thee Well Blues» \| Calicott \| Joe Calicott \| 3:12 \| \| \| 15. \| «C. C. & O. Blues» \| Anderson, Brownie McGhee \| Pink Anderson and Simmie Dooley \| 3:08 \| \| \| 16. \| «C-h-i-c-k-e-n Spells Chicken» \| Sidney L. Perrin, Bob Slater \| McGee Brothers \| 2:59 \| \| \| 17. \| «That's No Way to Get Along» \| Wilkins \| Robert Wilkins \| 2:55 \| \| \| 18. \| «So Tired» \| Lonnie Johnson \| Dallas String Band \| 3:20 \| \| \| 19. \| «Bye Bye Baby Blues» \| Jones \| Little Hat Jones \| 3:10 \| \| \| 20. \| «Theme from Ghost World» \| Kitay \| David Kitay \| 3:58 \| \| |                                |                                                         |                                   |          |  |
| Ghost World: Original Motion Picture Soundtrack |                                |                                                         |                                   |          |  |
| N.º | Título                         | Escritor(es)                                            | Intérprete                        | Duración |  |
| 1. | «Jaan Pehechan Ho»             | Shankar Jaikishan (música), Shailendra (letra)          | Mohammed Rafi                     | 5:28     |  |
| 2. | «Graduation Rap»               | Nicole Sill, Guy Thomas (música), Daniel Clowes (letra) | Vanilla, Jade and Ebony           | 0:32     |  |
| 3. | «Devil Got My Woman»           | James                                                   | Skip James                        | 3:00     |  |
| 4. | «I Must Have It»               | Davidson Nelson, King Oliver                            | Vince Giordano and the Nighthawks | 2:59     |  |
| 5. | «Miranda»                      | Thomas Pasatleri, Louis Phillips                        | Lionel Belasco                    | 3:02     |  |
| 6. | «Pickin' Cotton Blues»         | Terry Zwigoff, Steve Pierson, Guy Thomas                | Blueshammer                       | 3:35     |  |
| 7. | «Let's Go Riding»              | Freddie Spruell                                         | Mr. Freddie                       | 2:55     |  |
| 8. | «Georgia on My Mind»           | Hoagy Carmichael (música), Stuart Gorrell (letra)       | Vince Giordano and the Nighthawks | 3:11     |  |
| 9. | «Las Palmas de Maracaibo»      | Belasco                                                 | Lionel Belasco                    | 3:15     |  |
| 10. | «Clarice»                      | Tiny Parham                                             | Vince Giordano and the Nighthawks | 3:29     |  |
| 11. | «Scalding Hot Coffee Rag»      | Ventresco                                               | Craig Ventresco                   | 3:02     |  |
| 12. | «You're Just My Type»          | Nelson, Oliver                                          | Vince Giordano and the Nighthawks | 2:33     |  |
| 13. | «Venezuela»                    | Victor Colon                                            | Lionel Belasco                    | 3:15     |  |
| 14. | «Fare Thee Well Blues»         | Calicott                                                | Joe Calicott                      | 3:12     |  |
| 15. | «C. C. & O. Blues»             | Anderson, Brownie McGhee                                | Pink Anderson and Simmie Dooley   | 3:08     |  |
| 16. | «C-h-i-c-k-e-n Spells Chicken» | Sidney L. Perrin, Bob Slater                            | McGee Brothers                    | 2:59     |  |
| 17. | «That's No Way to Get Along»   | Wilkins                                                 | Robert Wilkins                    | 2:55     |  |
| 18. | «So Tired»                     | Lonnie Johnson                                          | Dallas String Band                | 3:20     |  |
| 19. | «Bye Bye Baby Blues»           | Jones                                                   | Little Hat Jones                  | 3:10     |  |
| 20. | «Theme from Ghost World»       | Kitay                                                   | David Kitay                       | 3:58     |  |

## Estreno
Ghost World fue estrenada el 16 de junio de 2001 en el Festival Internacional de Cine de Seattle, con un reconocimiento bajo por parte del público pero admirada por los críticos. También fue proyectada en festivales como Fantasia Festival de Montreal, el Festival de Cine de Karlovy Vary, Deauville American Film Festival, Bergen International Film Festival, Festival de Cine de Turín, Festival Internacional de Cine de Róterdam, Festival Internacional de Cine de Moscú y el Helsinki International Film Festival. El 20 de julio de 2001 llegó a las salas de cine de Nueva York y California, y el 3 de agosto se estrenó en un número limitado de cines en el resto de Estados Unidos.
La primera edición en DVD de la película se editó por MGM en 2002 y entre los extras incluyó un making-of y cuatro escenas eliminadas. En 2017 The Criterion Collection editó una versión especial en DVD y Blu-ray que incluyó contenidos extra como escenas eliminadas, comentarios de los creadores y nuevas entrevistas a Thora Birch, Scarlett Johansson e Illeana Douglas.

## Recepción

### Taquilla
Con una rotación limitada en los cines de Estados Unidos, el éxito comercial de Ghost World fue mínimo. Se estrenó el 10 de julio de 2001 en cinco cines, recaudando 98 791 dólares en su primera semana; lentamente fue incluida en más cines, llegando a un máximo de 128 en septiembre. Recaudó 6,2 millones de dólares en Norteamérica y 2,5 millones en el resto del mundo, un total de 8,7 millones, superando los 7 000 000 de dólares de presupuesto.

### Crítica
La película fue muy bien recibida por parte de la crítica, consiguiendo un 93 % de aprobación en Rotten Tomatoes, basado en 165 reseñas, y un consenso que dice: «Con riguroso ingenio, Terry Zwigoff transforma la novela gráfica de Daniel Clowes en un inteligente y cómico viaje de humor seco a través de la angustia adolescente». También alcanzó un puntaje de 88 sobre 100 en Metacritic, basándose en 31 reseñas, siendo catalogada como una película de «aclamación universal». Algunos críticos la nombraron la mejor película del año 2001, entre ellos Mike Clark, del periódico USA Today, y Stephen Hunter, de The Washington Post, y además figuró en más de 150 listas de las mejores diez películas de ese año.
El crítico de cine Roger Ebert calificó al filme con cuatro estrellas sobre cuatro y escribió: «Quise abrazar la película. Toma un camino arriesgado y nunca se equivoca. Crea personajes específicos, originales, creíbles y encantadores, y serpenteando entre sus inconsolables días, nunca pierden el sentido del humor. El papel de Buscemi es uno de los mejores que ha hecho durante toda su carrera». Acerca del final el crítico opinó: «La película esquiva el final feliz que los ejecutivos de Hollywood piensan que los espectadores lobotomizados necesitan como vía libre para abandonar el cine [...] es más poético, más fiel a la tradición del cuento clásico»; Ebert la colocó en el puesto número cuatro de su lista de las mejores diez películas de 2001. En su reseña para The New York Times, A. O. Scott elogió la actuación de Thora Bitch: «Thora Birch, cuya actuación como la alienada hija de Lester Burnham fue lo mejor de American Beauty, interpreta aquí a un personaje similar, con incluso mayor inteligencia y control». Jonathan Rosenbaum, del Chicago Reader, escribió: «Birch hace del personaje un sorprendente encapsulado de agonías adolescentes sin idealizar o sentimentalizar sus actitudes, y Clowes y Zwigoff nunca nos permiten tratarla con condescendencia». Kevin Thomas, en su reseña para Los Angeles Times, elogió el trabajo de Steve Buscemi escribiendo: «Buscemi rara vez ha tenido un papel tan completo y exigente, el de un maduro y reflexivo, no apuesto pero atractivo hombre, gracias a una aguda sensibilidad y una clara inteligencia». Andrew D. Arnold, de la revista Time, escribió: «Clowes y Zwigoff mantienen el ritmo de la original, y su empática investigación sobre relaciones dolorosamente cambiantes».
Entertainment Weekly puntuó a la película con un «A-» y Owen Gleiberman escribió: «Ghost World es una película para todo aquel que en algún momento se sintió atrapado por la vida pero sin embargo apasionado por ella». En una reseña para LA Weekly, Manohla Dargis escribió: «Si Zwigoff no siempre hace moverse a su película (es excesivamente fiel al concepto de historieta), tiene un don para conectarnos con gente que no es evidentemente simpática, haciéndonos ver la importancia de esa conexión». En Sight & Sound, Leslie Felperin escribió: «Astutamente, los actores principales emiten la mayoría de sus líneas de manera monótona, apropiado para portar el ingenio y balance del guion al brillo del resto de los actores menores». Peter Bradshaw escribió para The Guardian: «Es una atrapante cuenta de crudo dolor adolescente: el temor de quedar atrapado en un futuro adulto y elegir la identidad adulta equivocada, y por supuesto el dolor del amor, el cual todos aprendemos a anestesiar con trabajos y preocupaciones mundanas». Varios críticos se refirieron a la película como una obra de cine arte.
Michael Dean, de The Comics Journal, se refirió a las inquietudes de los fanáticos de las historietas: «Aquellos con altas expectativas —y por supuesto, puristas de Ghost World— posiblemente experimentarán al menos cierto grado de decepción. Parte del aire de misterio sin dirección del cómic ha sido tapado por la apariencia de un argumento de Hollywood, y en ese grado, la película es un menor trabajo que el cómic. Pero es aún una película por lejos mejor de lo que podíamos esperar».

### Premios
Ghost World recibió candidaturas a diversos galardones, incluyendo una nominación a los Premios Óscar para Daniel Clowes y Terry Zwigoff en la categoría de mejor guion adaptado —fue la primera película basada en un cómic o novela gráfica que recibió una nominación al Óscar en esta categoría— y dos nominaciones en los Premios Globo de Oro en las categorías de mejor actor de reparto (Buscemi) y mejor actriz en una comedia o musical (Birch). El filme también fue reconocido por varias organizaciones de críticos cinematográficos estadounidenses, incluyendo el National Board of Review que la incluyó dentro de las películas premiadas a la «excelencia en realización cinematográfica» en el año 2001. Thora Birch y Steve Buscemi recibieron numerosos reconocimientos individuales; entre los premios que recibió Birch se incluyen el de mejor actriz en el Festival Internacional de Cine de Seattle y un premio a la actuación en el Festival de cine estadounidense de Deauville. Buscemi fue ampliamente nominado y obtuvo los premios al mejor actor de reparto por parte de los Independent Spirit Awards, los Premios Chlotrudis y los Premios del Círculo de Críticos de Cine de Nueva York. Por su parte, Scarlett Johansson recibió los primeros reconocimientos de su carrera, ganando el Premio Chlotrudis y el Premio de la Asociación de Críticos de Cine de Toronto a la mejor actriz de reparto.
Lista de premios y nominaciones de Ghost World
| Año  | Organización                                       | Categoría                                               | Receptor(es)                                                   | Resultado     |
| ---- | -------------------------------------------------- | ------------------------------------------------------- | -------------------------------------------------------------- | ------------- |
| 2001 | Toronto Film Critics Association Awards            | Mejor actuación, femenina                               | Thora Birch                                                    | Ganadora      |
| 2001 | Toronto Film Critics Association Awards            | Mejor actuación secundaria, femenina                    | Scarlett Johansson                                             | Ganadora      |
| 2001 | Toronto Film Critics Association Awards            | Mejor actuación secundaria, masculina                   | Steve Buscemi                                                  | Nominado      |
| 2001 | Toronto Film Critics Association Awards            | Mejor guion                                             | Terry Zwigoff Daniel Clowes                                    | Nominados     |
| 2001 | Torino International Festival of Young Cinema      | Mejor película, competición internacional               | Terry Zwigoff                                                  | Nominado      |
| 2001 | Southeastern Film Critics Association Awards       | Mejor actor de reparto                                  | Steve Buscemi                                                  | Segundo lugar |
| 2001 | Southeastern Film Critics Association Awards       | Mejor guion adaptado                                    | Terry Zwigoff Daniel Clowes                                    | Segundo lugar |
| 2001 | Festival Internacional de Cine de Seattle          | Mejor actriz (Golden Space Needle Award)                | Thora Birch                                                    | Ganadora      |
| 2001 | San Diego Film Critics Society Awards              | Mejor película                                          | Mejor película                                                 | Ganadora      |
| 2001 | San Diego Film Critics Society Awards              | Mejor actriz                                            | Thora Birch                                                    | Ganadora      |
| 2001 | San Diego Film Critics Society Awards              | Mejor director                                          | Terry Zwigoff                                                  | Ganador       |
| 2001 | San Diego Film Critics Society Awards              | Mejor guion adaptado                                    | Terry Zwigoff Daniel Clowes                                    | Ganadores     |
| 2001 | San Diego Film Critics Society Awards              | Premio especial                                         | Steve Buscemi                                                  | Ganador       |
| 2001 | Críticos de Cine de Nueva York en Línea            | Mejor actor de reparto (NYFCO Award)                    | Steve Buscemi                                                  | Ganador       |
| 2001 | New York Film Critics Circle Awards                | Mejor actor de reparto                                  | Steve Buscemi                                                  | Ganador       |
| 2001 | New York Film Critics Circle Awards                | Mejor primera película                                  | Terry Zwigoff                                                  | Segundo lugar |
| 2001 | New York Film Critics Circle Awards                | Mejor actriz de reparto                                 | Scarlett Johansson                                             | Tercer lugar  |
| 2001 | National Board of Review                           | Premio a la excelencia cinematográfica                  | Premio a la excelencia cinematográfica                         | Ganadora      |
| 2001 | Los Angeles Film Critics Association Awards        | Mejor guion                                             | Terry Zwigoff Daniel Clowes                                    | Segundo lugar |
| 2001 | Karlovy Vary International Film Festival           | Award of Ecumenical Jury - Special Mention              | Terry Zwigoff                                                  | Ganador       |
| 2001 | Karlovy Vary International Film Festival           | Crystal Globe                                           | Terry Zwigoff                                                  | Nominado      |
| 2001 | Kansas City Film Critics Circle Awards             | Mejor actor de reparto                                  | Steve Buscemi                                                  | Ganador       |
| 2001 | Kansas City Film Critics Circle Awards             | Mejor actriz del año                                    | Thora Birch                                                    | Nominada      |
| 2001 | Fantasia Film Festival                             | Mejor película internacional                            | Terry Zwigoff                                                  | Tercer lugar  |
| 2001 | Festival de cine estadounidense de Deauville       | Premio a la actuación                                   | Thora Birch                                                    | Ganadora      |
| 2001 | Festival de cine estadounidense de Deauville       | Premio especial del jurado                              | Terry Zwigoff                                                  | Ganador       |
| 2001 | Festival de cine estadounidense de Deauville       | Premio especial                                         | Terry Zwigoff                                                  | Nominado      |
| 2001 | Boston Society of Film Critics Awards              | Mejor actriz de reparto                                 | Scarlett Johansson                                             | Segundo lugar |
| 2001 | Boston Society of Film Critics Awards              | Mejor actor de reparto                                  | Steve Buscemi                                                  | Segundo lugar |
| 2001 | Boston Society of Film Critics Awards              | Mejor guion                                             | Terry Zwigoff Daniel Clowes                                    | Segundo lugar |
| 2001 | Awards Circuit Community Awards                    | Mejor guion adaptado                                    | Terry Zwigoff Daniel Clowes                                    | Nominados     |
| 2001 | Awards Circuit Community Awards                    | Mejor actriz protagónica                                | Thora Birch                                                    | Nominada      |
| 2002 | Chicago Film Critics Association                   | Mejor actor de reparto                                  | Steve Buscemi                                                  | Ganador       |
| 2002 | Chicago Film Critics Association                   | Mejor guion                                             | Terry Zwigoff Daniel Clowes                                    | Nominados     |
| 2002 | Chicago Film Critics Association                   | Mejor actriz                                            | Thora Birch                                                    | Nominada      |
| 2002 | Independent Spirit Awards                          | Mejor guion de ópera prima                              | Daniel Clowes Terry Zwigoff                                    | Ganadores     |
| 2002 | Independent Spirit Awards                          | Mejor actor de reparto                                  | Steve Buscemi                                                  | Ganador       |
| 2002 | Independent Spirit Awards                          | Mejor ópera prima                                       | Terry Zwigoff                                                  | Nominado      |
| 2002 | Writers Guild of America                           | Mejor guion adaptado                                    | Daniel Clowes Terry Zwigoff                                    | Nominados     |
| 2002 | Premios Globo de Oro                               | Mejor actriz de comedia o musical                       | Thora Birch                                                    | Nominada      |
| 2002 | Premios Globo de Oro                               | Mejor actor de reparto                                  | Steve Buscemi                                                  | Nominado      |
| 2002 | Young Artist Awards                                | Mejor película familiar - Comedia                       | Mejor película familiar - Comedia                              | Nominada      |
| 2002 | Vancouver Film Critics Circle                      | Mejor actriz                                            | Thora Birch                                                    | Nominada      |
| 2002 | Vancouver Film Critics Circle                      | Mejor actor                                             | Steve Buscemi                                                  | Ganador       |
| 2002 | Satellite Awards                                   | Mejor actriz de comedia o musical                       | Thora Birch                                                    | Nominada      |
| 2002 | Satellite Awards                                   | Mejor actor de reparto de comedia o musical             | Steve Buscemi                                                  | Nominado      |
| 2002 | Phoenix Film Critics Society Awards                | Mejor guion adaptado                                    | Daniel Clowes Terry Zwigoff                                    | Nominados     |
| 2002 | Phoenix Film Critics Society Awards                | Mejor actor de reparto                                  | Steve Buscemi                                                  | Nominado      |
| 2002 | PEN Center USA West Literary Awards                | Guion                                                   | Daniel Clowes Terry Zwigoff                                    | Ganadores     |
| 2002 | Online Film Critics Society Awards                 | Mejor actor de reparto                                  | Steve Buscemi                                                  | Ganador       |
| 2002 | Online Film Critics Society Awards                 | Mejor guion adaptado                                    | Terry Zwigoff Daniel Clowes                                    | Nominados     |
| 2002 | Online Film Critics Society Awards                 | Mejor actriz                                            | Thora Birch                                                    | Nominada      |
| 2002 | Online Film Critics Society Awards                 | Mejor actriz de reparto                                 | Scarlet Johansson                                              | Nominada      |
| 2002 | Online Film Critics Society Awards                 | Mejor película                                          | Mejor película                                                 | Nominada      |
| 2002 | Online Film Critics Society Awards                 | Mejor reparto                                           | Mejor reparto                                                  | Nominado      |
| 2002 | Online Film & Television Association               | Mejor guion basado en otro medio                        | Daniel Clowes Terry Zwigoff                                    | Ganadores     |
| 2002 | Online Film & Television Association               | Mejor actor de reparto                                  | Steve Buscemi                                                  | Nominado      |
| 2002 | Online Film & Television Association               | Mejor actuación revelación - femenina                   | Scarlett Johansson                                             | Nominada      |
| 2002 | Online Film & Television Association               | Mejor primer guion                                      | Daniel Clowes Terry Zwigoff                                    | Nominados     |
| 2002 | National Society of Film Critics Awards, USA       | Mejor actor de reparto                                  | Steve Buscemi                                                  | Ganador       |
| 2002 | National Society of Film Critics Awards, USA       | Mejor guion                                             | Daniel Clowes Terry Zwigoff                                    | Segundo lugar |
| 2002 | MTV Movie Awards                                   | Mejor línea                                             | Thora Birch ("We graduated high school. How totally amazing.") | Nominada      |
| 2002 | MTV Movie Awards                                   | Mejor vestida                                           | Thora Birch                                                    | Nominada      |
| 2002 | Las Vegas Film Critics Society Awards              | Mejor guion                                             | Daniel Clowes Terry Zwigoff                                    | Nominados     |
| 2002 | Las Vegas Film Critics Society Awards              | Mejor actor de reparto                                  | Steve Buscemi                                                  | Ganador       |
| 2002 | Las Vegas Film Critics Society Awards              | Juventud en el cine                                     | Scarlett Johansson                                             | Nominada      |
| 2002 | Las Vegas Film Critics Society Awards              | Mejor película                                          | Mejor película                                                 | Nominada      |
| 2002 | Las Vegas Film Critics Society Awards              | Mejor director                                          | Terry Zwigoff                                                  | Nominado      |
| 2002 | Golden Trailer Awards                              | Mejor comedia                                           | Mejor comedia                                                  | Nominada      |
| 2002 | Empire Awards, UK                                  | Premio al espíritu independiente                        | Terry Zwigoff                                                  | Nominado      |
| 2002 | Dallas-Fort Worth Film Critics Association Awards  | Mejor actor de reparto                                  | Steve Buscemi                                                  | Segundo lugar |
| 2002 | Chlotrudis Awards                                  | Mejor guion adaptado                                    | Daniel Clowes Terry Zwigoff                                    | Nominados     |
| 2002 | Chlotrudis Awards                                  | Mejor actor de reparto                                  | Steve Buscemi                                                  | Ganador       |
| 2002 | Chlotrudis Awards                                  | Mejor actriz de reparto                                 | Scarlett Johansson                                             | Ganadora      |
| 2002 | Chicago Film Critics Association Awards            | Mejor guion                                             | Daniel Clowes Terry Zwigoff                                    | Nominados     |
| 2002 | Chicago Film Critics Association Awards            | Mejor actor de reparto                                  | Steve Buscemi                                                  | Ganador       |
| 2002 | Chicago Film Critics Association Awards            | Mejor actriz                                            | Thora Birch                                                    | Nominada      |
| 2002 | British Independent Film Awards                    | Mejor película independiente extranjera - Idioma inglés | Mejor película independiente extranjera - Idioma inglés        | Nominada      |
| 2002 | Academy of Science Fiction, Fantasy & Horror Films | Cinescape Genre Face of the Future Award                | Thora Birch                                                    | Nominada      |
| 2002 | AFI Awards                                         | Guionista del año                                       | Daniel Clowes Terry Zwigoff                                    | Nominados     |
| 2002 | AFI Awards                                         | Actor del año                                           | Steve Buscemi                                                  | Nominado      |

## Legado
Es considerada una película de culto. Ghost World fue ubicada en el primer puesto de la lista de «mejores diez películas basadas en comics» de MSN Movies, en el número tres de las 94 «mejores y peores películas de cómics» de Rotten Tomatoes, en el quinto puesto de la lista de «mejores y peores películas basadas en comics» de IGN y la revista Empire la colocó en el número 19 de su lista de «las mejores veinte películas basadas en cómics». Por su temática, Ghost World ha sido comparada con obras cinematográficas como las del director Todd Solondz o con la cinta Dazed and Confused de Richard Linklater, mientras que otros la han catalogado como una versión fílmica del libro The Catcher in the Rye de J.D. Salinger y han comparado el personaje de Enid con el de la novela (Holden Caulfield). Según la revista de moda AnOther, el estilo de vestimenta utilizado por Enid y Rebecca «definió el aspecto “alternativo” por una buena década o más». En 2017 Ghost World fue agregada a The Criterion Collection. En 2022, la revista Rolling Stone en incluyó en el puesto número treinta y ocho de su lista de las 70 mejores comedias del siglo XXI.